# Gustaf Fjæstad

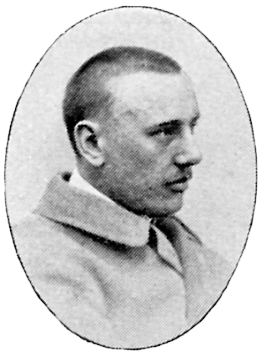
Gustaf Fjæstad (1901)

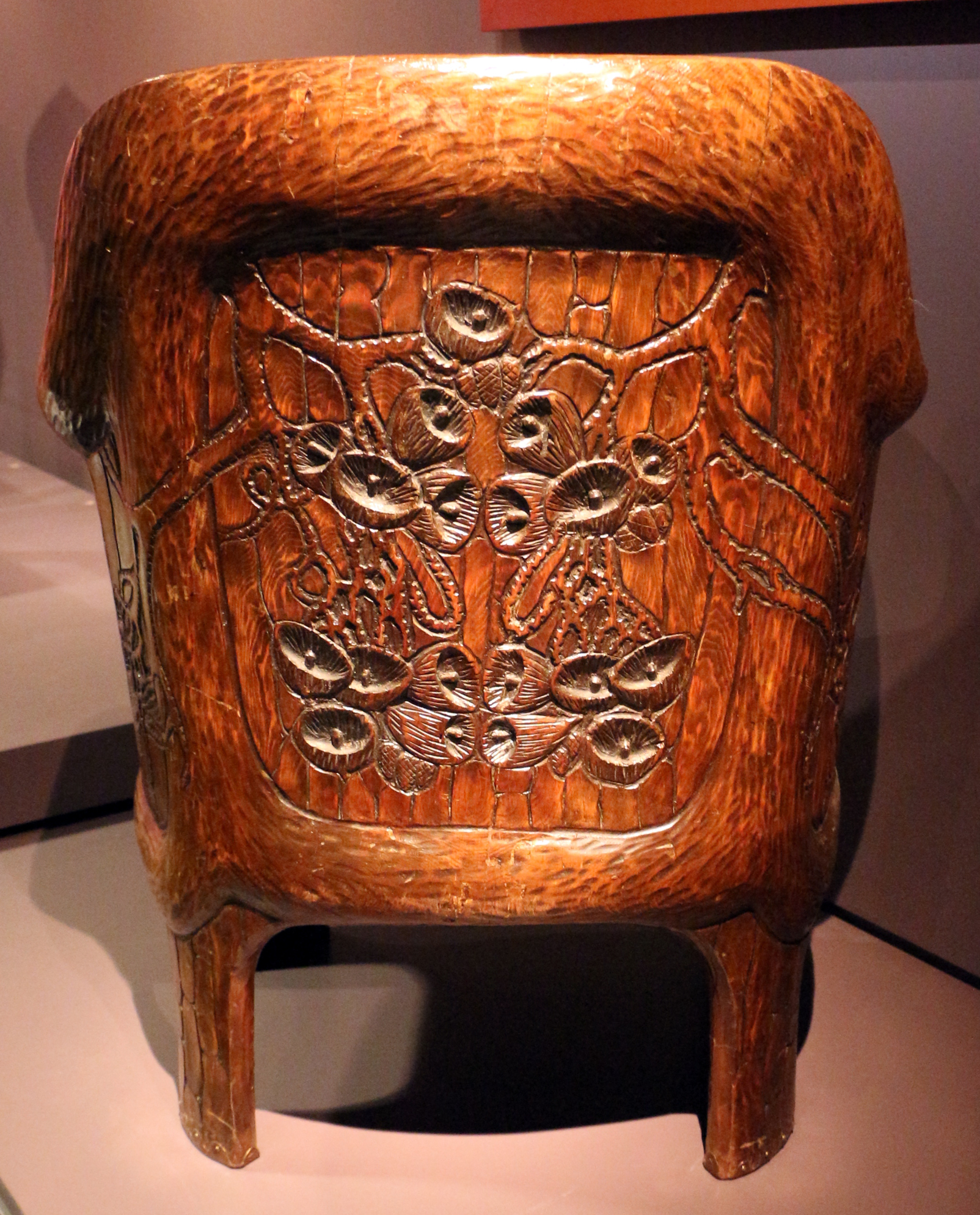
Armchair by Gustaf Fjæstad, 1905 ca., Musée d’Orsay, Paris

Gustaf Adolf Christensen Fjæstad (* 22. Dezember 1868 in Stockholm; † 17. Juli 1948 in Arvika, Schweden) war ein schwedischer Maler.

## Leben und Wirken
Gustaf Fjæstad wurde 1868 in Stockholm geboren. Er studierte zuerst 1891–92 an der Kunstakademie und danach an der Schule des schwedischen Konstnärsförbundet. 1893 war Assistent von Bruno Liljefors und danach von Carl Larsson, als dieser die Fresken im Treppenhaus des Schwedischen Nationalmuseums malte.
1898 heiratete Gustaf Fjæstad Maria Hellén, eine junge Künstlerin, die ebenfalls an der Schule des schwedischen Konstnärsförbundet studiert hatte. Beeinflusst von den im Konstnärsförbundet vorherrschenden nationalromantischen Gedankengut zog das Paar auf der Suche nach unberührter Landschaft und ländlichem Volkstum im selben Jahr nach Värmland an den See Racken. Bald folgten weitere Künstlerkollegen nach und es entstand die Künstlerkolonie Rackengruppen.
Gustaf  Fjæstads Landschaftsbilder aus Värmland, oft Winterlandschaften und Abendlandschaften, weckten bei  Ausstellungen in Stockholm große Aufmerksamkeit, und 1908 hatte er seine erste Einzelausstellung dort. 1914 hatte er eine Ausstellung in Berlin und 1927 in London. Seine Bilder sind heute unter anderem im Schwedischen Nationalmuseum, in der Thielska galleriet in Stockholm und im Göteborger Kunstmuseum  zu finden.
Gustaf  Fjæstad war auch kunsthandwerklich interessiert. Er malte Vorlagen für Wandteppiche und gestaltete Möbel, die von lokalen Tischlern hergestellt wurden, z. B. für  Thielska galleriet.